# Макрогеографски региони Уједињених нација
Овај чланак представља класификацију земаља по континентима (Европа, Азија, Африка, Америка, Океанија) и макрогеографским регионима на тим континентима који се користе у статистичке сврхе у Уједињеним нацијама (УН) у складу са документом „Стандардни кодови земље или поседа и географског региона за статистичку употребу”.
Ову геошему света првенствено користи Статистички завод УН-а (УНСД) на основу кодне класификације „UN M.49”, која свет дели на макрогеографске регионе и подрегионе.

## Листа региона и подрегиона
- Европа  — видети још: Макрорегиони Европе према УН
  - Источна Европа – макрорегион укључује целу северну Азију (азијски део Русије)
  - Северна Европа
  - Јужна Европа
  - Западна Европа
- Азија  — видети још: Макрорегиони Азије према УН
  - Средња Азија
  - Источна Азија
  - Јужна Азија
  - Југоисточна Азија
  - Западна Азија (у српском језику чешће класификована као југозападна Азија)
- Африка — видети још: Макрорегиони Африке према УН
  - Источна Африка
  - Северна Африка
  - Средња Африка
  - Јужна Африка
  - Западна Африка
- Америка — видети још: Макрорегиони Америке према УН
  - Северна Америка
  - Латинска Америка и Кариби
    - Средња Америка
    - Кариби
    - Јужна Америка
- Океанија — видети још: Макрорегиони Океаније према УН
  - Аустралија и Нови Зеланд
  - Меланезија
  - Микронезија
  - Полинезија
- Антарктик се не налази на списку статистичких макрорегиона УН.

## Мапе
- Макрорегиони Европе према УН   Источна Европа  Северна Европа  Јужна Европа  Западна Европа
- Макрорегиони Азије према УН   Централна Азија  Источна Азија  Југоисточна Азија  Јужна Азија  Западна Азија
- Макрорегиони Африке према УН   Источна Африка  Централна Африка  Северна Африка  Јужна Африка  Западна Африка
- Макрорегиони Америке према УН   Кариби  Централна Америка  Северна Америка  Јужна Америка
- Макрорегиони Океаније према УН   Аустралија и Нови Зеланд  Меланезија  Микронезија  Полинезија